# Sara Dögg Ásgeirsdóttir
Sara Dögg Ásgeirsdóttir, född 6 december 1976 på Island, är en isländsk skådespelare.

## Filmografi (i urval)
- 2000 – Mörkrets furste
- 2004 – Kallt ljus